# Racek kapský
Racek kapský (Chroicocephalus hartlaubii) je malým až středně velkým jihoafrickým druhem racka z rodu Chroicocephalus. Dříve byl považován za poddruh racka australského (Larus novaehollandiae).

## Popis
Podobá se příbuznému racku australskému, od něhož se liší tmavou duhovkou, štíhlejším zobákem, bílými skvrnami na špičce dvou (ne tří) krajních ručních letek a ve svatebním šatu světlošedou hlavou oddělenou od těla úzkým tmavým proužkem.

## Výskyt

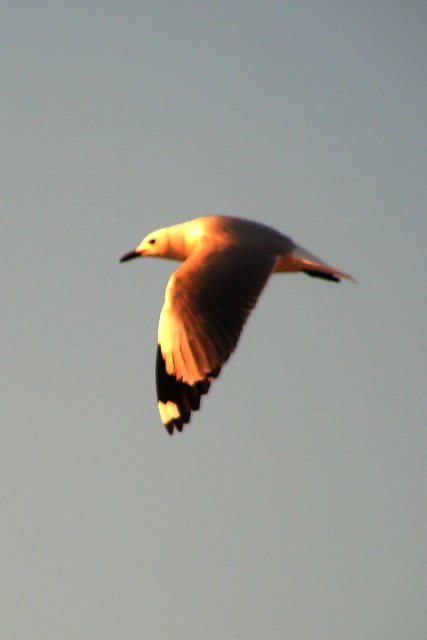
Dospělý pták v letu, dobře patrná je kresba křídla se dvěma bílými skvrnami

Hnízdí v jižní Africe od Jihoafrické republiky (mys Infanta) na sever po Walvis Bay v Namibii. V oblasti Walvis Bay hnízdí ve smíšené kolonie s rackem šedohlavým, se kterým se zde často kříží. Po vyhnízdění se ptáci rozptylují v oblasti hnízdění.